# Подводные лодки типа I-7
Подводные лодки типа I-7 (яп. 伊七型潜水艦), также известные как тип «J3» (Дзюнсен-3) — серия японских дизель-электрических подводных лодок 1930-х годов. В 1934—1937 годах было построено две лодки этого типа. Подводные лодки типа I-7 были крупнейшими среди построенных в Японии до начала Второй мировой войны и одними из наиболее боеспособных. Обе лодки этого типа активно использовались в годы войны, в том числе I-8 с 1944 года как носитель торпед-камикадзе «кайтен», и были потеряны в боях.

## Представители
| Заводской номер | Дата закладки    | Спуск на воду | Ввод в строй   | Судьба                                                                          |
| --------------- | ---------------- | ------------- | -------------- | ------------------------------------------------------------------------------- |
| I-7             | 12 сентября 1934 | 3 июля 1935   | 31 марта 1937  | повреждена эсминцем «Монеган» и затоплена экипажем у острова Кыска, 5 июля 1943 |
| I-8             | 1 октября 1934   | 20 июля 1936  | 5 декабря 1938 | потоплена эсминцами «Моррисон» и «Стоктон» близ Окинавы, 31 марта 1945          |